# Tyrannochthonius rahmi
Espèce
Tyrannochthonius rahmi est une espèce de pseudoscorpions de la famille des Chthoniidae.

## Distribution
Cette espèce se rencontre au Bhoutan et au Népal.

## Publication originale
- Beier, 1976 : Ergebnisse der Bhutan-Expedition 1972 des Naturhistorischen Museums Basel. Pseudoscorpionidea. Verhandlungen der Naturforschenden Gesellschaft in Basel, vol. 85, no 1/2, p. 95-100.